# 關山天后宮
22°36′37″N 120°19′19″E / 22.610408°N 120.321957°E
關山天后宮位於臺灣臺東縣關山鎮，是一間主祀天上聖母媽祖的廟宇，另祀有關聖帝君、至聖先師孔夫子、神農大帝以及註生娘娘等神。關山天后宮的信眾包含了多元的族群，有閩南人、客家人、外省人、平埔原住民族更甚至是阿美族皆有信徒，其信眾分布含括了臺東縱谷地區的關山、池上、海端、鹿野以及延平鄉等，臺東縱谷地區最大的媽祖信仰中心。

## 沿革

### 清領時期
關山天后宮最初於臺灣清領時期光緒20年間，由當時臺中州來到東部入墾的一位媽祖信徒，將一尊媽祖神像迎來今日的臺東縣關山鎮，並將這尊神像供奉在今關山鎮三民路21號民宅後的草房內，當時祭祀這尊神像的居民甚多，並且許多信徒都是自外地移入的墾民。

### 日治時期
1895年後，臺灣因馬關條約改由日本統治，大正初年由於一場颱風的侵襲，導致原本供奉神像的草房被摧毀。信徒情急之下只好將媽祖神像移到今關山鎮中山路69號民宅後方的空房繼續供奉。日後，隨著信徒日益增加，參拜人數增多，導致出入不便，因此在1921年再次遷到今關山鎮三民路55號民宅供奉。
後來，信徒有開始認為，將神像久祀於民宅內並非長久之計，因此乃倡議興建專門供奉媽祖神像的廟宇。先是在1928年，由信徒曾石生發起號召，然後再由信徒李添壽、彭禮、林連祥、張石船、曾石生、趙添火、朱河等7人合作捐出建廟土地，不過當時因為興建經費籌措上的困難，因此最後拖了兩年才由另外的信徒林禎和林阿乖等人對外發動樂捐籌措經費。
1929年12月5日，關山天后宮興建工程結束，並舉行建醮大典，典禮中，天后宮內再加祀關聖帝君、神農大帝等神像。
1937年，中日戰爭爆發，當時臺灣總督府施行「皇民化運動」，並針對臺灣漢人民族意識上企圖進行消滅，其中宗教上，總督府執行了寺廟總整理政策，強迫臺灣人毀棄神像、寺廟等，並強制參拜神社。而關山天后宮為避免神像與廟宇建築被毀，因此改名為關山寺，並改信奉三寶佛祖，不過民間上仍暗中奉祀媽祖，如期舉行祭典。

### 戰後時期
1945年，第二次世界大戰結束，臺灣由國民政府接收，關山天后宮得以恢復原有廟名及供奉神明，信徒繼續信仰媽祖。不過因為恢復初期，關山天后宮因為沒有規範組織及確實管理辦法，因此在無人主持的狀況下，前人所捐出用於興建廟宇的土地並沒有申報所有權，結果導致發生關山天后宮的用地被收歸國有財產局的冤枉事件。1961年，由於關山天后宮的建築年久失修、牆壁龜裂，研判已有倒塌之虞，因此地方士紳吳光亮等信徒乃提議重修，最後修復工程直到1970年完成，並保持至今，修復完工隔年再舉行建醮大典。
1973年，天后宮信徒詹生龍發起信徒總登記計畫，並由登記的信徒推選出信徒代表，再由信徒代表大會選出管理委員會。然後再由時任主任委員的彭瑞友委託他人協助訂定關山天后宮組織章程，最後向政府部門登記正式成立關山天后宮管理委員會。
1979年信徒蔡學傳捐獻廟北土地，並且廟方利用這塊土地，以及由眾信徒再捐助的資金增建了一棟三寶佛殿，隔年增建工程完工後再舉行圓醮大典。1982年，天后宮信徒再發起樂捐，於天后宮正門外再興建一座門樓，自此關山天后宮的建築規模便固定至今，未再有大規模擴建或改建工程。

## 建築特色
關山天后宮的佔地擁有約400坪極廣的土地，寺廟的正門豎立著雄偉的門樓，廟埕左右各種有一棵大榕樹，並於兩樹之間挖有一座池塘，稱為龍泉池，廟的左前側為戲臺。天后宮建築的本身為雙殿硬山式建築風格，前為拜亭，後為正殿，兩廳之間另有中庭天井，廟的左側為附屬於廟的三寶佛殿。
關山天后宮的正殿供奉著天上聖母媽祖，媽祖神像粉面，高約1.2公尺，並且目前開基媽祖神像仍存在於廟中。左殿繡簾上書「文明威武震人間」，並供奉著關聖帝君、至聖先師孔夫子。右殿繡簾上書「五谷豐登民安泰」，並供奉著神農大帝、註生娘娘等。

## 祭典
關山天后宮於一年中共主要有四次的重要祭典，第一次為元宵節的祈福求平安，並且以往皆會有大規模的神轎陣頭遶境活動，然而近年來因人力不足已停辦多年，第二次為農曆3月23日的媽祖聖誕，第三次為農曆7月15日的中元節，最後則是農曆10月15日的謝平安謝神明保佑，並於該祭典隔天，天后宮會舉行紅龜粿造型、大雞比賽等民俗活動。
另外，附屬於廟的三寶佛殿則和一般佛寺一樣，會在4月8日舉行浴佛，並且每天的晨昏皆有誦經團念經，年中的祭典，除了中元普渡以外，均由當年的爐主輪流來負責。

## 資料來源
1. 1 2 3 4  . 臺東縣政府 臺東觀光網.   [2017-02-04]. （原始内容存档于2017-04-21） （中文（臺灣））.
2. 1 2 3 4 5 6 7 8 9 10  趙川明. . 教育大市集.   [2017-02-04]. （原始内容存档于2019-07-13） （中文（臺灣））.
3. 1 2 3 4 5 6 7 8 9 10  . 關山鎮公所.   [2017-02-04]. （原始内容存档于2016-09-14） （中文（臺灣））.
4. 1 2  . 交通部觀光局花東縱谷國家風景區管理處.   [2017-02-04]. （原始内容存档于2016-08-06） （中文（臺灣））.